# Hoym
Hoym é uma cidade da Alemanha localizada no distrito de Salzlandkreis, estado de Saxônia-Anhalt.
Hoym é membro do Verwaltungsgemeinschaft de Seeland.